# Provinz Sebastián Pagador
Sebastián Pagador ist eine Provinz im südöstlichen Teil des Departamento Oruro im Hochland des südamerikanischen Anden-Staates Bolivien. Die Provinz trägt ihren Namen zu Ehren des Freiheitskämpfers Sebastián Pagador, der im Departamento Oruro sein Leben verloren hat.

## Lage
Die Provinz Sebastián Pagador ist eine von sechzehn Provinzen im Departamento Oruro. Sie liegt zwischen 18° 55' und 19° 30' südlicher Breite und zwischen 65° 49' und 66° 37' westlicher Länge.
Sie grenzt im Nordosten und Norden an den Nordteil der Provinz Eduardo Avaroa, im Nordwesten an die Provinz Sud Carangas und die Provinz Ladislao Cabrera, im Südwesten an den Südteil der Provinz Eduardo Avaroa und im Südosten an das Departamento Potosí.
Die Provinz erstreckt sich über 100 Kilometer in Ost-West- und über 50 Kilometer in Nord-Süd-Richtung. Zentraler Ort ist die Stadt Santiago de Huari mit 4332 Einwohnern am Nordwestrand der Provinz, nur zehn Kilometer vom Poopó-See entfernt.

## Geographie
Die Provinz Sebastián Pagador liegt am östlichen Rand des bolivianischen Altiplano vor der Cordillera Azanaques, die ein Teil der Gebirgskette der Cordillera Central ist. Die mittlere Durchschnittstemperatur der Region liegt bei 8–9 °C (siehe Klimadiagramm Challapata) und schwankt zwischen 4 °C im Juni und Juli und 11 °C im Dezember. Der Jahresniederschlag beträgt knapp 350 mm, bei einer ausgeprägten Trockenzeit von April bis Oktober mit Monatsniederschlägen unter 15 mm, und nennenswerten Niederschlägen nur von Dezember bis März mit 60 bis 80 mm Monatsniederschlag.

## Bevölkerung
Die Einwohnerzahl der Provinz Sebastián Pagador ist in den vergangenen drei Jahrzehnten um drei Viertel angestiegen:
| Jahr | Einwohner | Quelle       |
| ---- | --------- | ------------ |
| 1992 | 7 712     | Volkszählung |
| 2001 | 10 221    | Volkszählung |
| 2012 | 13 153    | Volkszählung |
| 2024 | 13 439    | Volkszählung |

Wichtigste Idiome der Provinz sind etwa in gleichem Maße Spanisch, Aymara und Quechua, die von jeweils 74 Prozent, 73 Prozent bzw. 63 Prozent der Bevölkerung gesprochen werden. 43,6 Prozent der Bevölkerung sind jünger als 15 Jahre.
75 Prozent der Bevölkerung haben keinen Zugang zu Elektrizität, 95 Prozent leben ohne sanitäre Einrichtung (1992).
74,1 Prozent der Erwerbstätigen arbeiten in der Landwirtschaft, 0,2 Prozent im Bergbau, 7,9 Prozent in der Industrie, 17,8 Prozent im Dienstleistungsbereich (2001).
84 Prozent der Einwohner sind katholisch, 14 Prozent sind protestantisch (1992).
Weitere Bevölkerungsdaten finden sich in der Beschreibung des Municipio Santiago de Huari (s. u.)

## Gliederung
Die Provinz besteht aus nur einem Verwaltungsbezirk (bolivianisch „Municipio“):
- Municipio Santiago de Huari – 13.439 Einwohner

## Ortschaften in der Provinz Sebastián Pagador
- Santiago de Huari 4332 Einw. – San Pedro de Condo 1048 Einw. – Lagunillas 576 Einw. – Urmiri 373 Einw. – Llapa Llapani 331 Einw. – Vichajlupe 249 Einw. – Guadalupe 206 Einw. – Belén de Challamayo 178 Einw. – Castilla Huma 109 Einw.